# Filippo Cluverio
Philipp Clüver (o Klüver), italianizzato in Filippo Cluverio (Danzica, 1580 – Leida, 31 dicembre 1622), è stato uno storico e geografo tedesco, considerato il fondatore della geografia storica.

## Biografia
Nacque a Danzica nel 1580. Dopo aver viaggiato a lungo in Germania e Polonia (dove imparò il polacco), iniziò gli studi di giurisprudenza a Leida, ma presto rivolse la sua attenzione alla storia e alla geografia, allora insegnate a Leida da Giuseppe Giusto Scaligero. Arruolatosi come soldato, viaggiò in Boemia e Ungheria, dove fu imprigionato, poi tornò a Leida e di là intraprese lunghi viaggi a scopo di studio in Inghilterra, Scozia Francia e Italia, che visitò accompagnato da Luca Olstenio; tornato definitivamente nei Paesi Bassi nel 1616, ricevette una pensione regolare dall'Università di Leida. Morì a Leida nel 1623.

## Opere

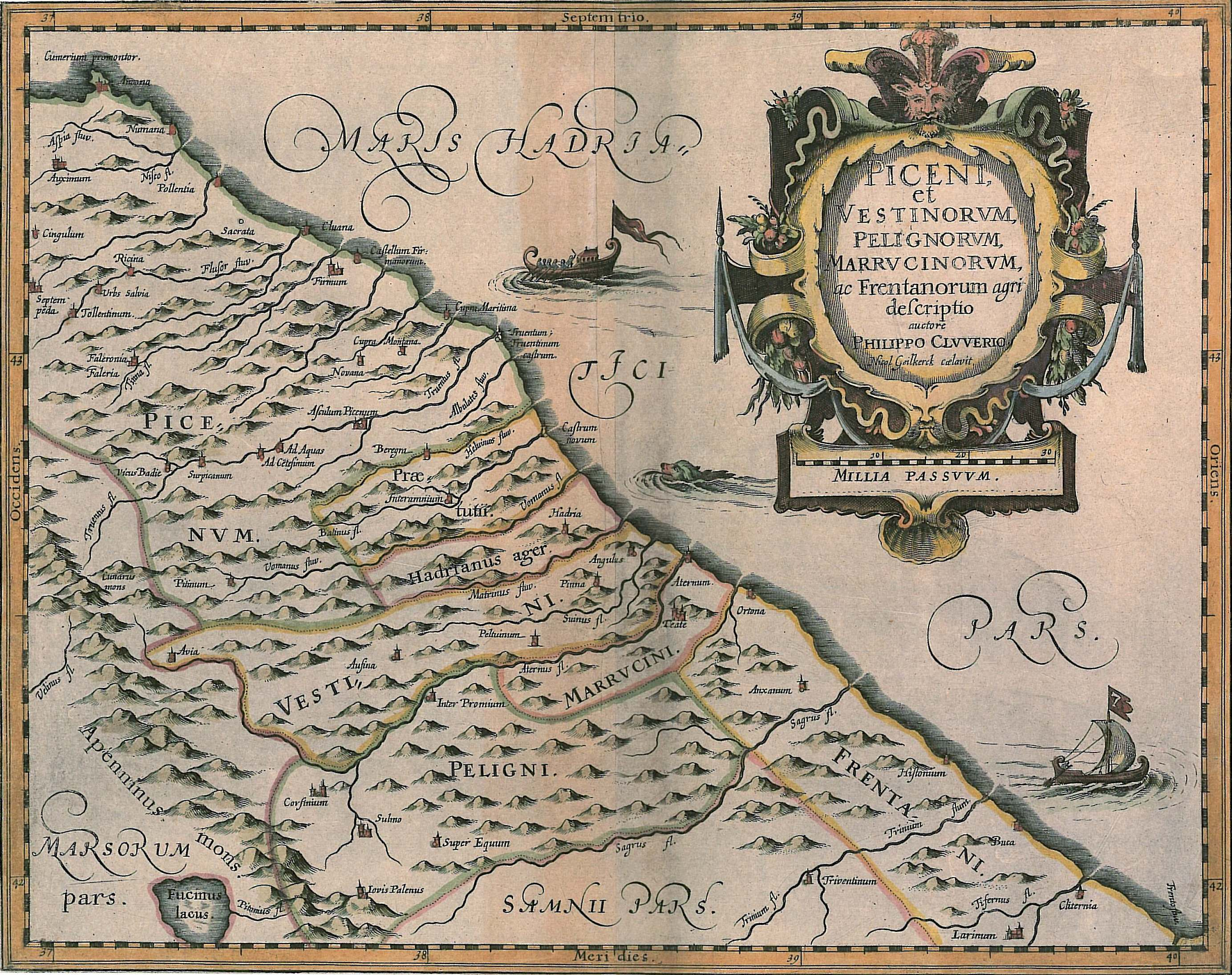
Piceni et Vestinorum, Pelignorum, Marrucinorum; ac Frentanorum agri descriptio, 1624 - Filippo Cluverio in Italia antiqua, Lugduni Batavorum, Elsevier, 1624, mm 282x363

- (LA) Filippo Cluverio, Germania antiqua: libri tres: adiectae sunt Vindelicia et Noricum eiusdem auctoris, Lugduni Batavorum, ex officina Elseviriana, 1616.
- (LA) Filippo Cluverio, Sicilia antiqua: cum minoribus insulis ei adiacentibus, item Sardinia et Corsica, Lugduni Batavorum, ex officina Elseviriana, 1619.
- (LA) Filippo Cluverio, Italia antiqua, opus post omnium curas elaboratissimum; tabulis geographicis aere expressis illustratum, Lugduni Batavorum, ex officina Elseviriana, 1624 (postuma).
- (LA) Filippo Cluverio, Introductio in Universam Geographiam, Lugduni Batavorum, ex officina Elseviriana, 1624 (postuma).

La Introductio fu un successo editoriale notevolissimo. Pubblicata postuma per la prima volta a Leiden nel 1624, se ne conoscono non meno di 25 edizioni almeno fino al 1729, pubblicate ad Amsterdam, Venezia, Londra, Parigi, Oxford, ecc. dai più prestigiosi editori dell'epoca.